# Caropodium
Caropodium, biljni rod iz porodice štitarki smješten u tribus Careae. Sastoji se od tri vrste trajnica raširenih od Turske do Irana
Rod je opisan u Denkschriften der Kaiserlichen Akademie der Wissenschaften, Wien. Mathematisch-naturwissenschaftliche Klasse 51(2): 317. 1886.

## Vrste
1. Caropodium haussknechtii (Boiss.) Schischk.
2. Caropodium platycarpum (Boiss. & Hausskn.) Schischk.
3. Caropodium pterocarpum (Boiss.) Schischk.